# 瓦托阿島

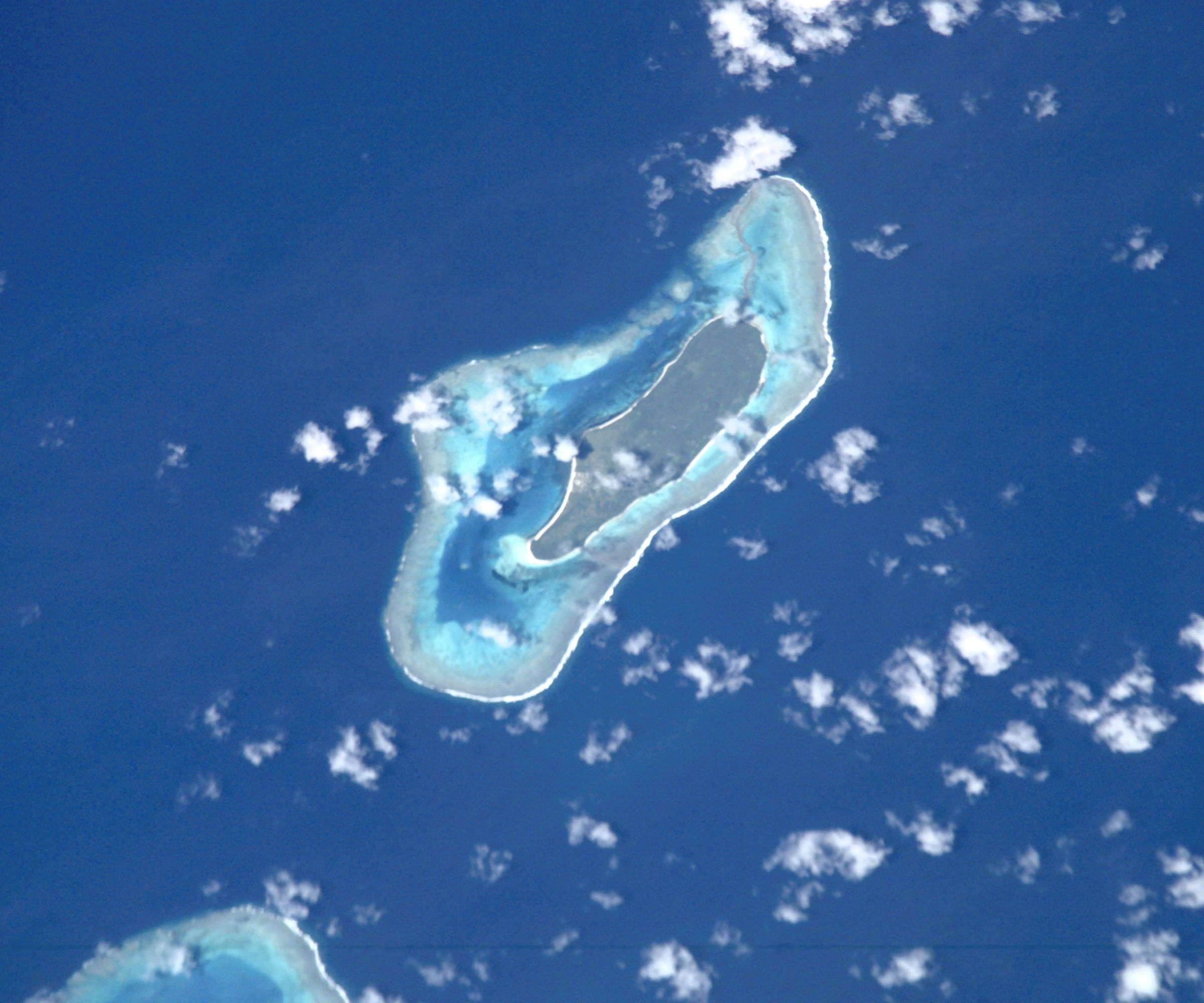

瓦托阿島（發音：[βaˈtoa]）是斐濟的環礁，位於太平洋海域，屬於劳群岛的一部分，長4.2公里、寬1.4公里，面積4.45平方公里，最高點海拔高度67米，該島在1774年7月2日被詹姆斯·庫克發現，島上人口約300。

## 相關連結
- 瓦托阿島介紹網站 （页面存档备份，存于）

19°49′S 178°15′W / 19.817°S 178.250°W